# Апофенија (филм)
Апофенија је српски филм из 2016. године, друго дугометражно остварење редитеља Марина Малешевића, који је написао и сценарио заједно са Драганом Станковићем.
Филм је психолошка драма која сурово и бескрупулозно описује морално посрнуће савременог српског друштва и личне странпутице којима лутају главни протагонисти, а такође и сага о немоћи савременог човека да се супротстави самом себи и непрекидном жртвовању себе ради, у друштву где су све идеологије, организоване религије и стилови живота поражени слепим егоизмом.
Синопсис ѕа филм Апофенија награђен је на Берлинском филмском фестивалу 2009. године у конкуренцији више од 200 пројеката.
Филм је премијерно приказан на ФЕСТ-у 29. фебруара 2016. године.

## Радња
Четворо људи, Симон Беседић, главни и одговорни уредник "Месечног Армагедона", часописа који се бави паранормалним феноменима и промоцијом сујеверја, нереализовани књижевник и реализовани алкохоличар у петој деценији живота, Никола Мрзопољић, багериста и патерфамилијас који воли за себе да каже да је човек на свом месту, Марко Мажибрада, лекар неуропсихијатар, разочаран у свој посао, посвећен истраживању феномена електронских гласова за које верује да су гласови умрлих и Ета, излечена наркоманка, корумпирана апотекарка и нетипична проститутка, бивају увучени у вртлог догађаја који им неће променити живот, силом која се можда може назвати апофенијом.

## Улоге
| Глумац                 | Улога            |
| ---------------------- | ---------------- |
| Александар Ђурица      | Симон Беседић    |
| Љубомир Бандовић       | Никола Мрзопољић |
| Борис Комненић         | Марко Мажибрада  |
| Ивана В. Јовановић     | Ета              |
| Александра Плескоњић   |                  |
| Миливоје Обрадовић     |                  |
| Сања Ристић Крајнов    |                  |
| Гордана Ђурђевић-Димић |                  |
| Милорад Капор          |                  |
| Вишња Обрадовић        |                  |
| Страхиња Бојовић       |                  |

## Значење речи
Апофенија-искуство схватања правилности или везе између случајних или бесмислених података.